# Kościół św. Jana Pawła II w Międzylesiu
Kościół świętego Jana Pawła II – rzymskokatolicki kościół filialny należący do parafii Bożego Ciała w Międzylesiu.

## Historia
Świątynia została zbudowana w latach 1899–1900 jako kościół ewangelicki. Poświęcona została 18 listopada 1900. W latach 1891–1902 kościołem opiekował się wikariusz z Bystrzycy Kłodzkiej. 31 marca 1902 została utworzona samodzielna parafia ewangelicka w Międzylesiu. W latach 1945–2005 budowla nie pełniła funkcji religijnych. Mieściły się w niej magazyny, hala sportowa, sklep meblowy. Kościół ulegał coraz większej dewastacji, m.in. przeciekał dach, zostało zniszczone prezbiterium. Proboszcz parafii pod wezwaniem Bożego Ciała w Międzylesiu ksiądz Jan Tracz zwrócił się z pisemną prośbą o przekazanie parafii świątyni. Aktem notarialnym burmistrz Międzylesia Tomasz Korczak przekazał 22 września 2005 świątynię parafii Bożego Ciała w Międzylesiu, kościół został sprzedany za symboliczną „złotówkę”. W latach 2005–2011 świątynia została gruntownie wyremontowana. 24 grudnia 2008 w kościele została odprawiona pierwsza pasterka. W październiku 2011 zostały zakończone prace nad tryptykiem witrażowym poświęconym papieżowi Janowi Pawłowi II (trzy okna w prezbiterium). Świątynia została poświęcona 22 października 2011 i otrzymała wezwanie Jana Pawła II. Jest to pierwszy kościół poświęcony papieżowi w diecezji świdnickiej.

## Architektura
Projektantem świątyni był radca budowlany z Kłodzka Kruttge, a budowniczym prowadzącym budowę Franz Lux z Długopola Górnego. Kościół został zbudowany w stylu łączącym elementy stylu neoromańskiego i neogotyckiego. Rozwiązanie bryły prezbiterium charakterystyczne jest dla środkowoeuropejskiej architektury gotyckiej. Kształty okien nawy z dużymi rozetami i podwójnymi oknami zostały wyprowadzone z francuskiego gotyku katedralnego pochodzącego z końca XII wieku. Gdy kształtowana była fasada, został przetworzony charakterystyczny dla niemieckiego romanizmu „westwerk” oraz nawiązano do form romańskich triforiów i hełmów romańskich, niemieckich świątyń. Zamknięte wielobocznie, wyodrębnione prezbiterium świątyni posiada osobny dach. Jednonawowy korpus nawowy posiada duże ostrołukowe okna ze stolarką nawiązującą do wczesnogotyckich maswerków i nakryty jest dachem dwuspadowym. Czworoboczna, smukła wieża w fasadzie mieszcząca w przyziemiu główny portal jest przepruta w górnej kondygnacji pseudotriforiami i zwieńczona hełmem składającym się ze środkowej ośmiobocznej iglicy i z czterech małych, narożnikowych, ostrosłupowych iglic. Przy prezbiterium jest umieszczona zakrystia, a przy wieży znajduje się półowalny aneks (mieszczący schody na chór) nakryty wysokim dachem z zaokrągloną połacią. Elewacje świątyni są oblicowane kamieniem.

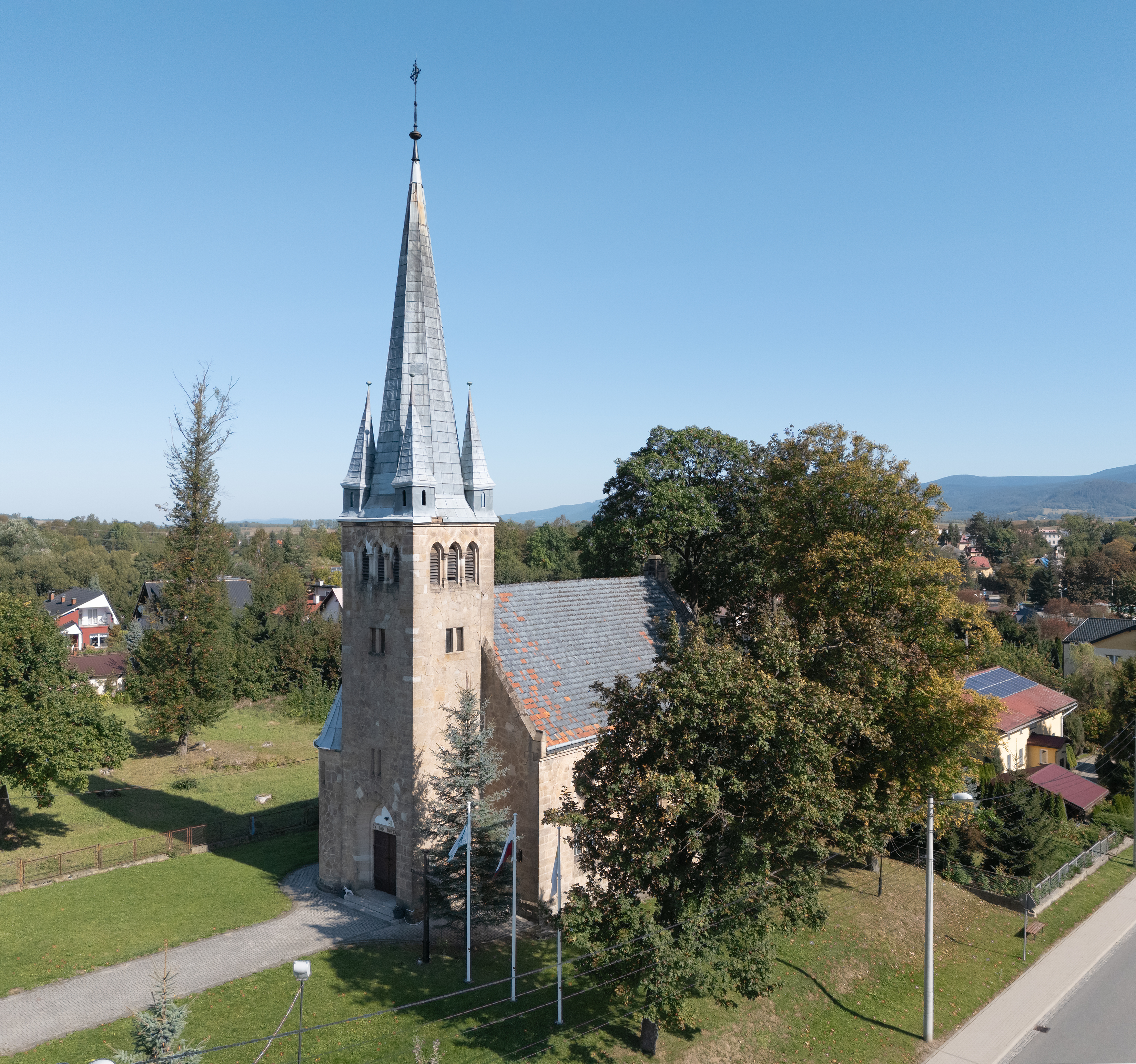
Kościół od południowego zachodu